# Szczepan Sadurski
Szczepan Piotr Sadurski (ur. 9 czerwca 1965 w Lublinie) – polski satyryk, rysownik satyryczny, karykaturzysta, dziennikarz. 
Absolwent Liceum Sztuk Plastycznych w Lublinie (1985). Zadebiutował w wieku 14 lat, w Świecie Młodych. Opublikował ponad 6 tysięcy rysunków i ilustracji w ponad 200 tytułach prasy polskiej i zagranicznej. Jest zdobywcą m.in. Złotej Szpilki '86 (nagroda tygodnika satyrycznego „Szpilki” w konkursie na najlepszy rysunek roku). Wystawy, m.in.: Nowy Jork, Melbourne, Kapsztad, Moskwa, Wilno, Barcelona, Ateny, Newcastle upon Tyne, Warszawa. Określany jako „jeden z najszybszych karykaturzystów świata”. 
Przed stanem wojennym jego rysunki ukazywały się w biuletynie NSZZ Solidarność Regionu Środkowowschodniego. W latach 80. XX wieku drukował m.in. w Szpilkach, Tygodniku Kulturalnym, Polityce, Radarze, Sztandarze Młodych, Gazecie Młodych, Kurierze Lubelskim i wielu innych czasopismach. 
W 1991 założył Wydawnictwo Humoru i Satyry Superpress i rozpoczął wydawanie humorystycznego miesięcznika „Dobry Humor”. Potem dołączyły do niego: „103 Najlepsze Dowcipy” (1993), „Super Dowcipy” (1995), „Dowcip Miesiąca” (1997) oraz „Dobry Humor-Rysunki” (1997) – jego późniejsze nazwy: „Kościotrup” i „Twój Dobry Humor”. Działalność wydawniczą zakończył w 2012.
W latach 2006 i 2007 rysował humorystyczne komentarze dla cyklicznych programów telewizyjnych: Konsument (TVP2), Bliżej siebie (TVP2, TV Polonia), Konsument w dobie konkurencji (TVP2), w latach 2011–2012 co tydzień rysował w programie Suma Tygodnia (TVR).
Jest pomysłodawcą (2001) i przewodniczącym Partii Dobrego Humoru. Kieruje projektem satyrycznym Wesoły Wieżowiec (ang. Happy Skyscraper), który w latach 2012–2016 został sfotografowany w 500. miastach świata. Prowadzi w Internecie portal satyryczno-rozrywkowy Sadurski.com. Tworzy rysunki humorystyczne i karykatury dla prasy, wydawnictw, agencji reklamowych, portali internetowych (m.in. współpracował z portalami Onet.pl, Wirtualna Polska, Interia, Bankier). Pisze felietony i satyryczne komentarze dla prasy, dla stacji telewizyjnych komentuje bieżące wydarzenia. Jest jurorem ogólnopolskich i międzynarodowych konkursów o charakterze satyrycznym i kabaretowym (w 2006 był jurorem międzynarodowego konkursu rysunku satyrycznego Big and Small w Sztokholmie, w 2009 jurorował w 29th Nasreddin Hodja Cartoon Contest w Stambule). W 2013 był gościem międzynarodowego festiwalu Sunny Dragon w Erywaniu (Armenia), w 2007 festiwalu karykatury w Tourcoing we Francji, a w 2016 festiwalu PolArt w Melbourne (Australia). W 2015 w Nowym Jorku otworzył wystawę „Polacy w Nowym Jorku w karykaturze Sadurskiego”.
Satyryczne rysunki Sadurskiego o tematyce politycznej powstałe w stanie wojennym są częścią ekspozycji stałej Europejskiego Centrum Solidarności w Gdańsku. Wydawnictwo Nowa Era od kilku lat publikuje jego rysunki w podręcznikach szkolnych dla licealistów, z przedmiotu Wiedza o społeczeństwie.
Od końca 2019 publikuje rysunki głównie w dzienniku Trybuna (rubryka w każdym numerze na str. 2, na okładkach oraz ilustracje do tekstów). Także w USA, Wielkiej Brytanii, we Włoszech, Niemczech, Turcji i RPA. Mieszka w Warszawie.